# 후라노역
후라노역(일본어: 富良野駅)은 일본 홋카이도 후라노시에 있는 홋카이도 여객철도 · 일본화물철도의 역이다. 역 번호는 T30이며, 섬식 승강장 2면 4선의 구조를 지닌 역이다. 네무로 본선의 소속으로서 이 역을 기점으로 하는 후라노 선 등 2개의 노선이 상호 운행되고 있다.

## 타는 곳
| 2 · 3 | ■ 네무로 본선 | 다키카와 · 삿포로 방면 |
| 4 · 5 | ■ 후라노 선   | 아사히카와 방면        |

## 화물역
일본화물철도의 역은, 여객역 서쪽 입구의 북쪽에 있다. 1면 1선의 컨테이너 승강장을 가지고 있어, 승강장의 북단은 국도 제237호선과 접속한다. 컨테이너 화물의 취급역으로, 12ft 컨테이너만을 취급한다.
이 역의 취급품은, 양파나 감자 등의 농산물이 많기 때문에, 계절에 의해서 취급량이 크게 변동한다. 삿포로 화물 터미널 역과의 사이에, 1년을 지나서 운행하는 트렁크 편 하루 3회 왕복 외에, 수확기의 추 · 동계만 임시 고속화물열차가 하루 2회 왕복 설정되어 있다.

## 이용 현황
- 일본화물철도

| 연도     | 발송 화물 | 도착 화물 |
| 2005년도 | 71,273t   | 8,902t    |
| -------- | --------- | --------- |

## 역 주변
- 국도 제38호선 · 국도 제237호선
- 후라노 시청
- 홋카이도 노동금고 · 아사히카와 신용금고 · 호쿠요 은행 · 홋카이도 은행 후라노 지점
- 후라노 농업협동조합 (JA 후라노) 본점
- 닛폰 통운 아사히카와 지점 후라노 영업지점
- 후라노 치즈 공장
- 후라노 스포츠 공원
- 홋카이도 사회사업협회 후라노 병원
- 후라노 간호전문대학

## 인접 정차역
| 홋카이도 여객철도 네무로 본선 | 홋카이도 여객철도 네무로 본선 | 홋카이도 여객철도 네무로 본선 |
| ----------------------------- | ----------------------------- | ----------------------------- |
| T28 노카난 다키카와 방면      | 네무로 본선                   | 누노베 T31 신토쿠 방면        |
| 홋카이도 여객철도 후라노 선   |                               |                               |
| 시·종착역                     | 후라노 선                     | 가쿠덴 F44 아사히카와 방면    |